# Dakuk
Dakuk (arab. داقوق, Dāqūq) – miasto w północnym Iraku, w muhafazie Kirkuk. Liczy około 13 tys. mieszkańców.